# Тулаєв Жамбил Ешейович
Жамби́л Еше́йович Тула́єв (бур. Тулаев Ешиин Жамбал; 15 травня 1905 — 17 січня 1961) — радянський снайпер часів Другої світової війни, старшина. Герой Радянського Союзу (1943).

## Життєпис
Народився в улусі Тагархай, нині село Тункинського району Бурятії (Російська федерація). Здобув початкову освіту. Був секретарем комсомольського осередку, а після закінчення наприкінці 1928 року курсів голів комун у Верхньоудинську протягом декількох років очолював комуну імені М. І. Калініна в улусі Амаргол (нині не існує). Згодом працював погоничем худоби, завідувачем обозу у Киренській конторі «Скотоімпорт», у 1938—1941 роках — завідувач тарної бази у місті Іркутськ.
До лав РСЧА призваний Ленінським РВК м. Іркутська 1 грудня 1941 року. На фронтах німецько-радянської війни з березня 1942 року: снайпер 580-го стрілецького полку 188-ї стрілецької дивізії. Воював на Північно-Західному фронті. Член ВКП(б) з 1942 року.
За період з травня по листопад 1942 року особисто знищив 262 офіцерів і солдатів супротивника. Підготував 30 снайперів.
У лютому 1943 року закінчив курси молодших лейтенантів при штабі 11-ї армії. Командував стрілецьким взводом у своєму полку. З травня 1943 року через хворобу перебував на лікуванні у шпиталі м. Вишній Волочок (Тверська область). З січня 1945 року служив інспектором у Тункинському районному військкоматі. 9 січня 1946 року лейтенант Тулаєв Жамбил Ешейович звільнений у запас. Повернувся у рідне село, очолював місцевий колгосп, сільську раду.

## Нагороди
Указом Президії Верховної Ради СРСР від 14 лютого 1943 року «за зразкове виконання бойових завдань командування на фронті боротьби з німецькими загарбниками та виявлені при цьому відвагу і героїзм» старшині Тулаєву Жамбилу Ешейовичу присвоєне звання Героя Радянського Союзу з врученням ордена Леніна (№ 8530) і медалі «Золота Зірка» (№ 847).
Також нагороджений орденом Червоного Прапора (03.09.1942).

## Вшанування пам'яті
До 2024 року вулиця Олімпійська у місті Первомайську Миколаївської області носила ім'я Жамбила Тулаєва. Його ім'ям також названі вулиці в місті Улан-Уде, селищі Кирен, улусах Тагархай і Хурай-Хобок (всі — Бурятія).